# Sölvesborg mellanvågsstation

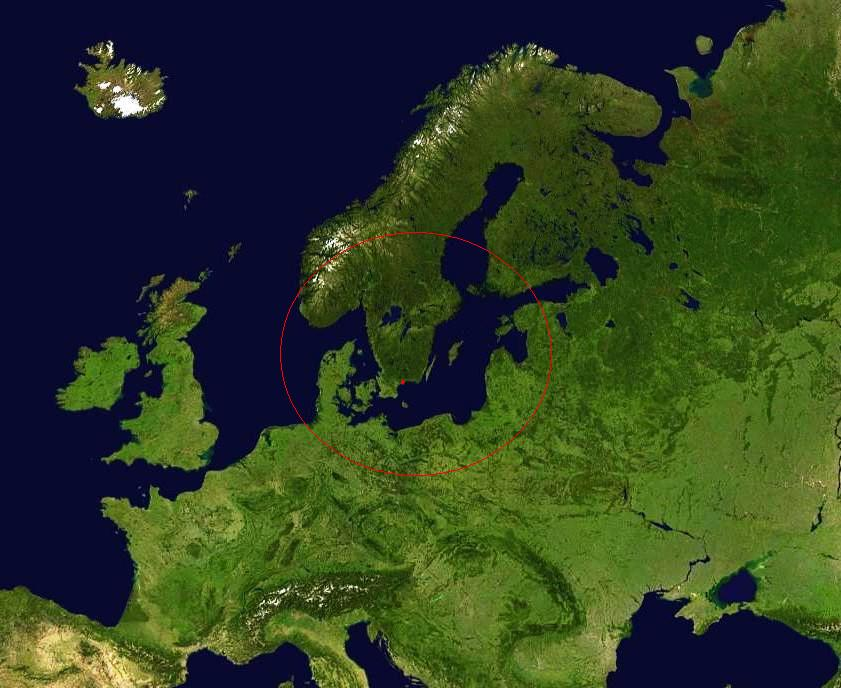
Täckning dagtid.

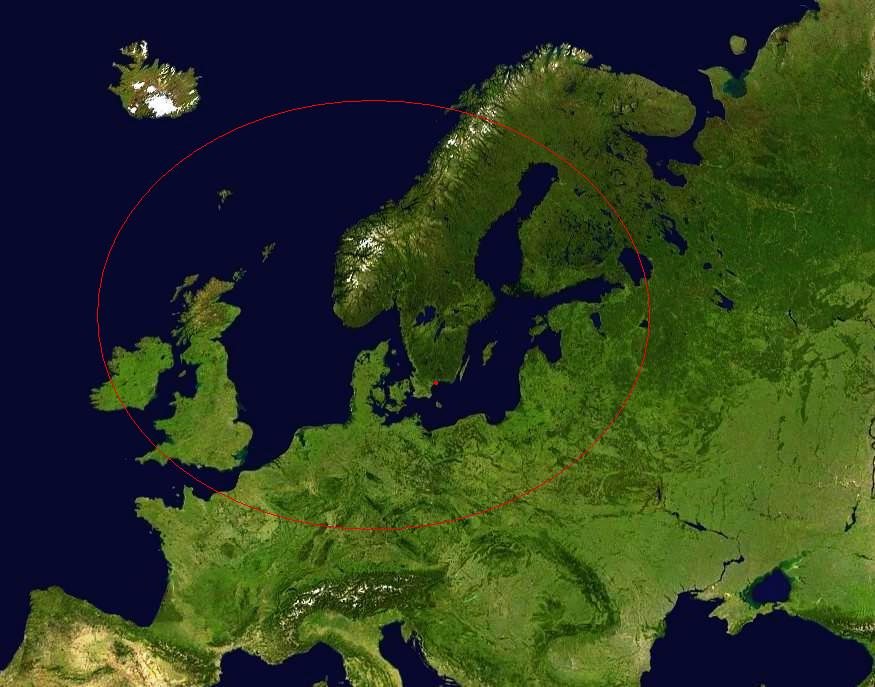
Täckning nattetid.

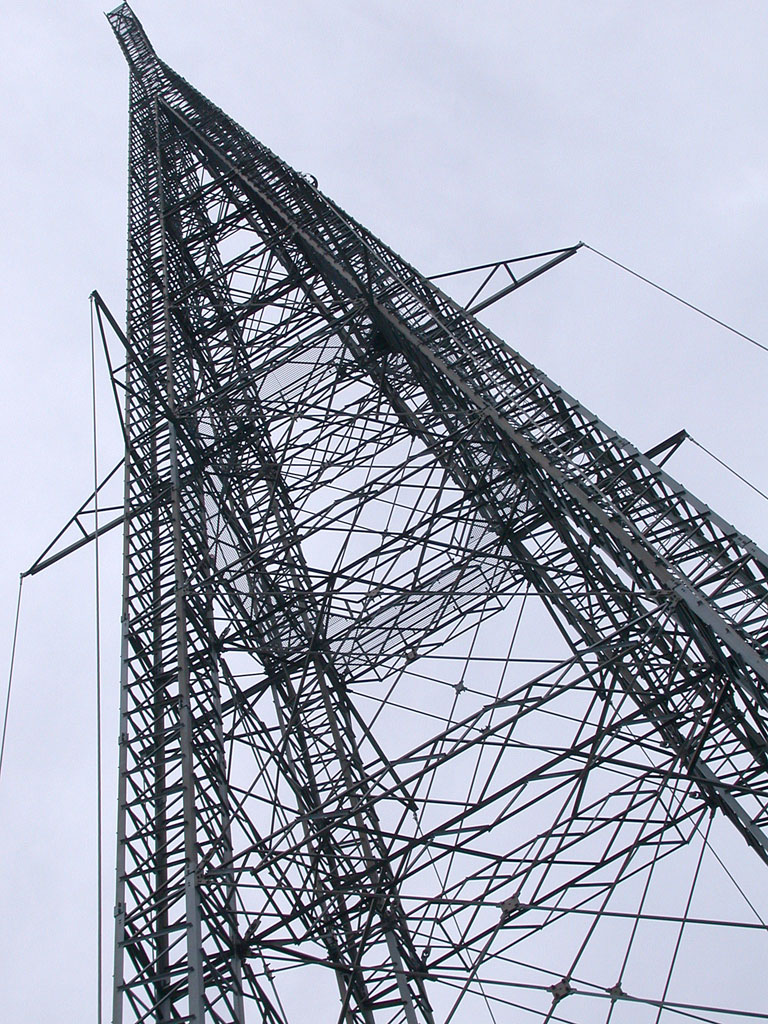
Ett av fackverkstornen.

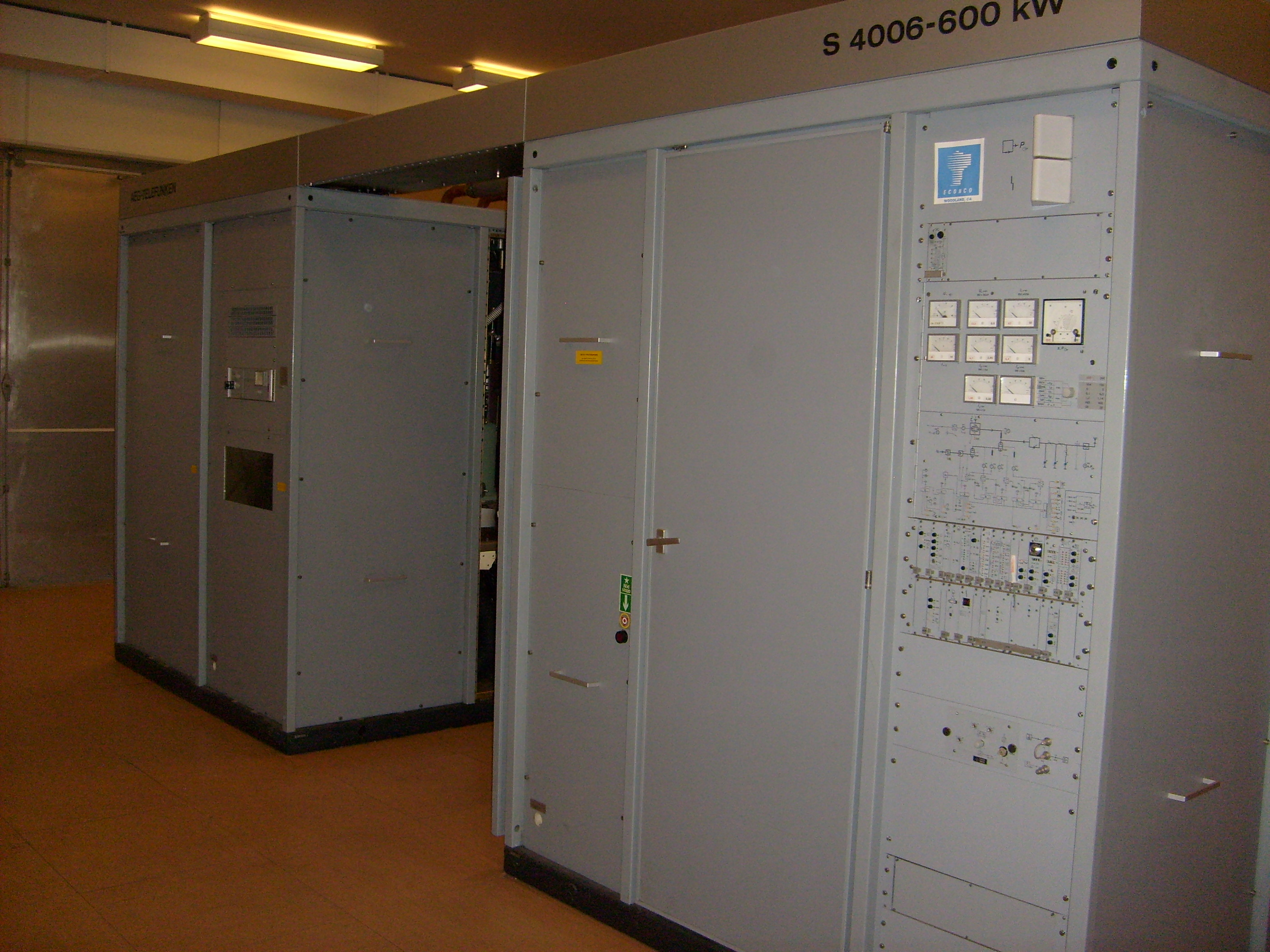
Sändaren av typen Telefunken S 4006. HF-steget till höger, likriktare och modulator till vänster.

Sölvesborgs mellanvågsstation var en svensk radiostation på Björkenabben på Listerlandet. Den invigdes 30 maj 1985 och togs ur drift den 31 oktober 2010.
Stationen, som sände på frekvensen 1179 kHz, användes för Sveriges Radios utlandssändningar Radio Sweden.

## Tekniska data
Stationen var belägen utanför Sölvesborg i Blekinge längst ut på halvön Listerlandet vid den yttersta spetsen, Björkenabben, invid Östersjöns strandlinje och hade därmed optimal jordning, vilket är en förutsättning för bra räckvidd på detta frekvensband. Stationen drog även nytta av fenomenet "sea gain", vilket innebär att signalen förstärks av omgivande vatten. Två 135 meter höga fackverkstorn fungerade som antenner och matas halvvägs upp med hjälp av 8 linor från en anpassningsenhet under vardera tornet, där matarkablarna gick in. Antennströmmarna var fasförskjutna för att åstadkomma den riktverkan som internationellt har slagits fast. När stationen var ny, delade man frekvens med fem andra sändare på samma frekvens. En ständig källa till interferens var en sändare i Rumänien som inte följde den internationella överenskommelsen. Det ena tornet var matat med 450 kW och det andra med 150 kW. Sändaren hade en uteffekt på 600 kW. Inräknat antennvinst fick stationen en uteffekt som motsvarar 2000 kW till en antenn utan riktverkan. Stationen hade maximal riktverkan i riktningarna 70 och 270 grader. För att spara ström under utsändning använde sändaren ett system som kallades PDM som drog ned uteffekten under tysta partier till cirka 40%. 
Stationen ersatte på sin tid sändaren i Hörby på 100 kW. Den 14 januari 1985 stod sändaren klar och strax därpå påbörjades intrimningsarbetet. Den 30 maj 1985 invigdes stationen av Televerket Radio tillsammans med representanter från Sölvesborgs kommun och Sveriges Radio.

## Programledning
För inkommande program fanns tre vägar. I första hand kom inkommande program in via ADSL från Kaknästornet till en ljudväxel för vidare distribution in till sändaren. Skulle internetförbindelsen vara ur funktion kunde programmet skickas via radiolänk från Hörby eller plockas ned via satellit.

## Uppförandet och nedläggningen
Byggnadsarbetena påbörjades 1982 och antennmasterna tog tre månader att sätta upp. Projekteringen utfördes av Smedjebacken-Boxholm Stål AB och monteringen av WIBE. Tornen väger 70 ton vardera. I marken runt tornen fanns sammanlagt 8 km koppartråd som grävdes ned och anslutna till stora kopparplattor för att få en så bra jordning som möjligt. Två 350 m långa tryckluftsisolerade matarkablar går från stationshuset till vardera tornet. Sändaren var en vattenkyld Telefunken S4006. Dess verkningsgrad låg på 73 procent. Stationshuset var förberett för ytterligare en stor sändare. Sammanlagt kostade stationen 25 miljoner kr 1985 att bygga.
Till stationen gick det åt:
- 1500 ton betong
- 140 ton stål
- 10 mil koppartråd
- 20 000 arbetstimmar

## Reservsändare
I samband med Sundsvalls rundradiostation nedläggning 1978 blev reservsändaren på 10 kW från Marconi kvar i Sundsvall. Den flyttades till Sölvesborg i mitten av 1980-talet. SR skulle spara pengar och planer på en andra sändare skrinlades därför. För att spara effekt och pengar fick Marconi-sändaren sända SR P1 dagtid medan den stora sändaren tog hand om Radio Sweden kvällstid. Kort före ett planerat rörbyte i Marconi-sändaren 1995 gick sändaren sönder. I samband med störningar i elnätet tappade sändaren en fas. Till följd av fasfelet upphörde kylningen i sändaren. Fläktkylningen för rörsockeln till slutröret upphörde och sockeln smalt och droppade ned i sändarens strömförsörjning. Teracom ansåg inte det ekonomiskt försvarbart att reparera sändaren, utan den skrotades utan att få en ersättare.

## Efter nedläggningen
Teracom har annonserat att man vill riva stationen, och man ser där ingen framtid för sändaren. Några privatpersoner har skrivit till Länsstyrelsen i Blekinge län om att få ett temporärt rivningsförbud i avvaktan på en utredning om stationen kan byggnadsminnesförklaras. Själva sändaren skrotades ut kort efter nedläggningen av Teracom.